# Catonvielle
Catonvielle ist eine französische Gemeinde mit 105 Einwohnern (Stand 1. Januar 2022) im Département Gers in der Region Okzitanien (vor 2016: Midi-Pyrénées). Die Gemeinde gehört zum Arrondissement Condom (bis 2016: Arrondissement Auch) und zum Kanton Gimone-Arrats (bis 2015: Kanton Cologne).
Die Einwohner werden Catonviellois und Catonvielloises genannt.

## Geographie
Catonvielle liegt circa 30 Kilometer östlich von Auch in der historischen Provinz Armagnac am östlichen Rand des Départements.
Umgeben wird Catonvielle von den vier Nachbargemeinden:
|             | Saint-Germier                               |                        |
|             | Kompassrose, die auf Nachbargemeinden zeigt | Roquelaure-Saint-Aubin |
| Escornebœuf |                                             | Razengues              |

Catonvielle liegt im Einzugsgebiet des Flusses Garonne.
Der Sarrampion, ein Nebenfluss der Gimone, fließt an der östlichen Grenze des Gemeindegebiets entlang. Catonvielle wird ebenfalls vom Ruisseau d’en Carrignan, einem Nebenfluss der Marcaoue, bewässert.

## Geschichte
Im Jahr 1821 wurde die frühere Gemeinde Montagnac zu Catonvielle eingegliedert.

## Einwohnerentwicklung
Nach Beginn der Aufzeichnungen stieg die Einwohnerzahl bis zur Mitte des 19. Jahrhunderts auf einen Höchststand von rund 205. In der Folgezeit sank die Größe der Gemeinde bei zwischenzeitlichen Erholungsphasen bis zur Jahrtausendwende auf ihren tiefsten Stand von rund 60 Einwohnern, bevor eine Wachstumsphase einsetzte, die in jüngster Zeit wieder stagniert.
| Jahr      | 1962 | 1968 | 1975 | 1982 | 1990 | 1999 | 2006 | 2011 | 2022 |
| --------- | ---- | ---- | ---- | ---- | ---- | ---- | ---- | ---- | ---- |
| Einwohner | 80   | 73   | 73   | 74   | 73   | 62   | 82   | 105  | 105  |

## Sehenswürdigkeiten
- Pfarrkirche Saint-Pierre-Saint-Paul aus dem 18. Jahrhundert. Drei ihrer Ausstattungsstücke sind als Monument historique klassifiziert:
  - ein Gemälde aus dem Ende des 17. oder dem Beginn des 18. Jahrhunderts mit der Darstellung der Kreuzabnahme,
  - ein Kollektenteller aus Kupfer aus dem 17. Jahrhundert und
  - eine Kasel und eine Stola aus dem beginnenden 19. Jahrhundert.[5][6][7]
- Burgruine Montagnac mit oktogonalem Turm bei einem Bürgerhaus aus dem 19. Jahrhundert
- Windmühle Montagnac

## Wirtschaft und Infrastruktur

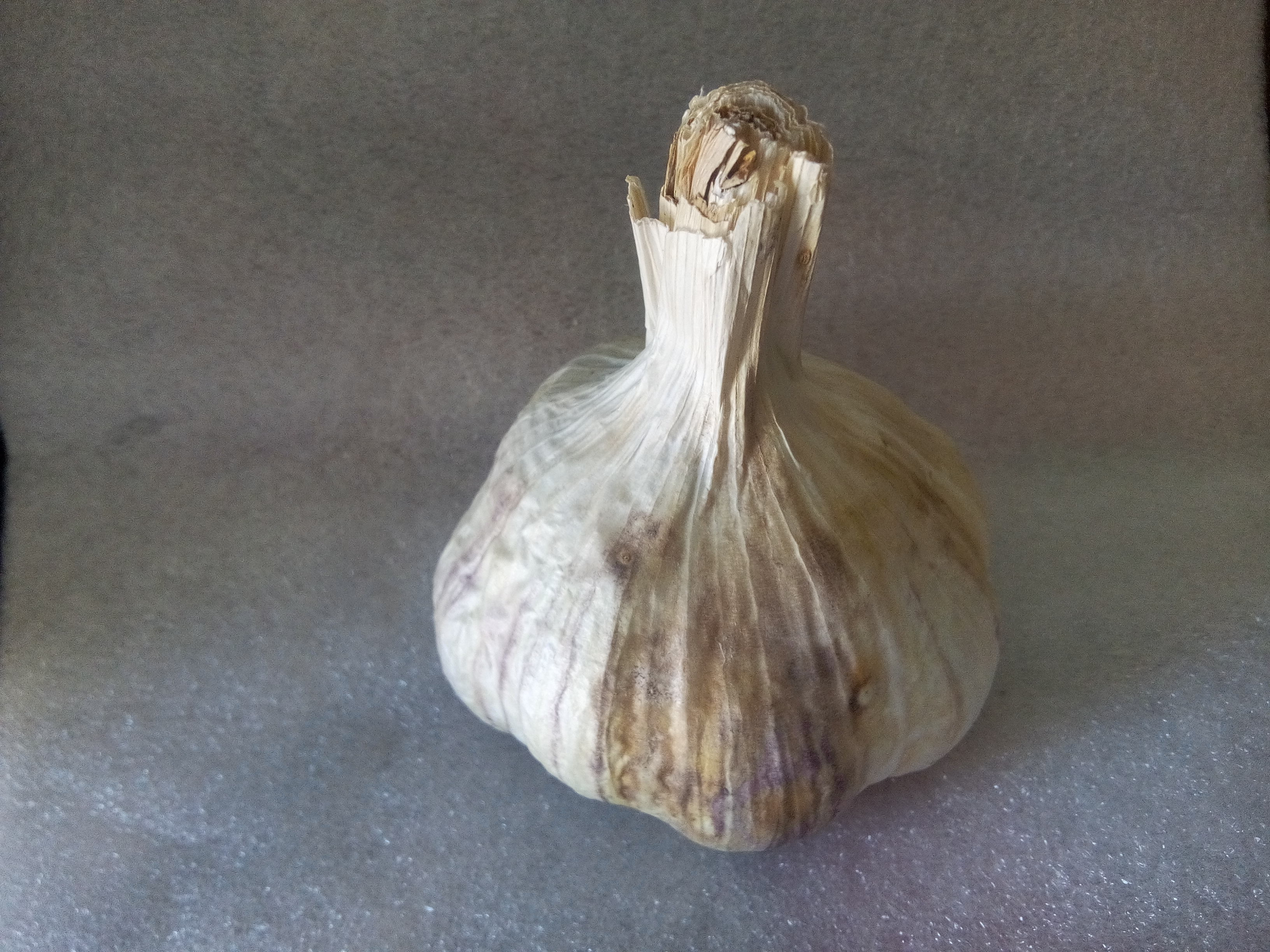
Ail violet de Cadours

Die Wirtschaft der Gemeinde ist überwiegend landwirtschaftlich orientiert.
Catonvielle liegt in der Zone AOC der Knoblauchsorte Ail violet de Cadours.

### Verkehr
Catonvielle wird von der Route départementale 161 durchquert.